# MOL Bubi
A MOL Bubi (közbeszerzéskori nevén Budapesti Kerékpáros Közösségi Közlekedési Rendszer, avagy Budapesti KKKR) egy budapesti közösségi kerékpármegosztó rendszer, mely a 2014 szeptemberi indításakor – az esztergomi EBI, a hévízi HeBi és a szegedi CityBike után – Magyarország negyedik közbringarendszere volt. A hálózat méretét és a bérelhető kerékpárok számát tekintve a MOL Bubi a legnagyobb ilyen rendszer Magyarországon. 2014-es indításakor a fedélzeti számítógéppel felszerelt 1100 kerékpárjával ez volt a világ legnagyobb okoskerékpár-rendszere.

## Története

### Előkészületek
A főváros 2008-ban hozott döntést a közbringarendszer létrehozásáról, de a tényleges határozat 2011-ben született. Ugyanebben az évben az állam, a főváros és a BKK vezetői 900 millió forint értékű európai uniós támogatási szerződést írtak alá, melynek értelmében a költségek 85%-át az EU, a többit a fővárosi önkormányzat állja. A projektvezetési feladatokat a Parking Kft. végezte, mely 2012-től kezdve egyeztetett a megvalósításról az érintett városrészek (pl. az I., II., V., VI., VII., VIII., IX., XI., XIII., XIV. kerületek) vezetőivel és civil szereplőkkel, például a Magyar Kerékpárosklubbal.
2013-ig lezárultak a közbeszerzések. A kivitelezéssel és üzemeltetéssel a T-Systems Magyarország Zrt.-t és a Csepel Kerékpárgyártó és Forgalmazó Zrt.-t bízták meg, a rendszerben így magyar gyártmányú  biciklik közlekednek. A MOL mint főtámogató ugyanebben az évben csatlakozott a projekthez. A támogatói megállapodás értelmében tervezett 250 millió forintos éves üzemeltetési költség felét a főtámogató állja, továbbá a becsült 70 millió forintos éves bevétel teljes egészében a fővárost illeti.

### Beüzemelés és tesztidőszak
A beüzemelés előtti próbaüzemet belső tesztek előzték meg. A kivitelező konzorcium először nem produkált kellő eredményeket, a teszten 50-80 százalékos volt a működési arány, ezért a BKK a szerződés felmondását fontolgatta. Végül a konzorcium jelentős késéssel, de megbízható és működőképes állapotban adta át a rendszert. A késedelmes átadással a 180 millió forintos kötbérplafont is elérték.
A kezdeti nehézségeket az informatikai rendszer összetettsége okozta annak ellenére, hogy a szoftver és hardvermegoldásokat szállító német Nextbike már számos városban üzemelt be korábban jól működő rendszereket. A budapesti rendszernek sok olyan egyedi eleme volt, melyeket korábban csak külön-külön alkalmaztak más városok közbringarendszereiben. Ilyenek például a kerékpárok fedélzeti számítógépe, az érintőképernyős terminál, a mobiltelefonos kölcsönzés, illetve a speciális parkolási és vészleadási funkciók.
2014 tavaszán kezdődött el a közbringarendszer próbaüzeme, melyet 2000 regisztrált felhasználó közreműködésével végeztek. A teszt a tervezetthez képest kicsit elhúzódva, szeptemberben zárult le. Végül 2014. szeptember 8-án tették nyilvánosan is elérhetővé a zöld kerékpárokat.

### A hálózat bővítései
| Dátum                 | Új állomás | Új kerékpár | Összes állomás | Összes kerékpár |
| --------------------- | ---------- | ----------- | -------------- | --------------- |
| 2014. szeptember      | 76         | 1100        | 76             | 1100            |
| 2015. április-október | 22         | 50          | 98             | 1150            |
| 2016. június          | 1          | 0           | 99             | 1150            |
| 2016. október         | 13         | 136         | 112            | 1286            |
| 2017. június          | 11         | 200         | 123            | 1486            |
| 2017. augusztus       | 1          | 0           | 124            | 1486            |
| 2018. március         | 1          | 20          | 125            | 1506            |
| 2018. május           | 1          | 20          | 126            | 1526            |
| 2018. december        | 1          | 20          | 127            | 1546            |
| 2019. május           | 16         | 300         | 143            | 1846            |
| 2019. december        | 13         | 225         | 156            | 2071            |
| 2021. április         | 0          | (-871)      | 156            | 1200            |

Az indítást követő évben az egyéves üzemeltetési tapasztalatoknak megfelelően több fejlesztést is megvalósítottak. A második ütemben történt beruházások fedezete a kivitelező konzorciumtól beszedett 180 millió forint kötbér volt. A BKK már a beindításkor ígéretet tett arra, hogy ezt az összeget arra költik, hogy 300 kerékpárral bővítsék a közbringarendszer járműállományát. Később ehelyett csak 50 új kerékpárt helyeztek üzembe, de 22-vel növelték a gyűjtőállomások számát: főleg Dél-Budán, illetve Pestnek a Nagykörúton kívüli, korábban a szolgáltatás által le nem fedett területein. 2015 végére már 98 gyűjtőállomáson összesen 2159 dokkolóállás és 1150 kölcsönözhető kerékpár állt rendelkezésre. A kerékpárok tömör gumiját kisebb gördülési ellenállású, keményebb anyagra cserélték, így a kerékpárok hajtása könnyebb lett. Ebben az ütemben helyezték üzembe a Corvin-negyedbeli dokkolókat is, mely az állomások közül elsőként pusztán civil tőkéből valósult meg. 2016 júniusában a Széll Kálmán tér felújítása során épült meg a 99. dokkolóállomás.
A közbringarendszer beüzemelésének második évfordulóját újabb bővítéssel ünnepelték: 13 új állomás és 136 új kerékpár került a rendszerbe. Az új állomások a II., a III. és a XII. kerületben, például a budai fonódó villamoshálózat mentén, illetve a megújult Széll Kálmán tér környékén épültek. Ezzel a bővítéssel 2016 októberére a rendszerben igénybe vehető kerékpárok száma elérte az 1286-ot, a dokkolóhelyek száma pedig a 112-t.
Több kisebb bővítés után 2019-ben nagyobb volumenű beruházások zajlottak: májusban Újlipótvárosban, az Infopark környékén és más belvárosi helyszíneken 16 új állomást alakítottak ki, a 300 ekkor kihelyezett új kerékpár pedig a legnagyobb bővítés volt a beindítás óta. Ugyanez év decemberében ezután a hálózat 13 további állomással bővült, amelyek az Üllői út környezetében lettek felállítva.
A 2020-as koronavírus-világjárvány idején a főváros döntése alapján a BKK új, kedvezményes bérlettípussal igyekezett az utasokat a járványügyi szempontból kedvező kerékpáros közlekedés felé terelni, ekkor vezették be a 100 forintért váltható havibérleteket. A korábban évekig csökkenő kihasználtságú rendszer elérése ennek köszönhetően számottevően bővült: míg a megelőző év nyári csúcskihasználtsága 3500 fő körül volt, a járványintézkedések idején az állandó hozzáféréssel rendelkezők száma 11000 fölé emelkedett.

### A rendszer frissítése
2020 novemberétől kezdve a rendszert frissítésre hivatkozva leállította a BKK, amelynek hátterében az állt, hogy az üzemeltetésre vonatkozó szerződés a hónap végével lejárt, és az új szerződést még nem kötötték meg. A járványhelyzet és az M3-as metrópótlás idején a kényszerű leállást több szakmai szervezet és szakértő is bírálta, a BKK álláspontja szerint azonban az lehetőséget teremtett a rendszer frissítésére. A 2020 szeptemberében meghirdetett tenderen november 2-án hirdettek győztest, az új szerződést pedig 2020 decemberében kötötték meg a Csepel Kerékpárgyártó és Forgalmazó Zrt.-vel. A megállapodás szerint a cég 5 évig végzi a rendszer üzemeltetését, emellett új kerékpárokat gyárt és helyez üzembe, illetve új szoftvermegoldásokat is beüzemel. Az új, könnyebben hajtható kerékpárokat 2021 márciusában mutatták be.

## Műszaki megvalósítás

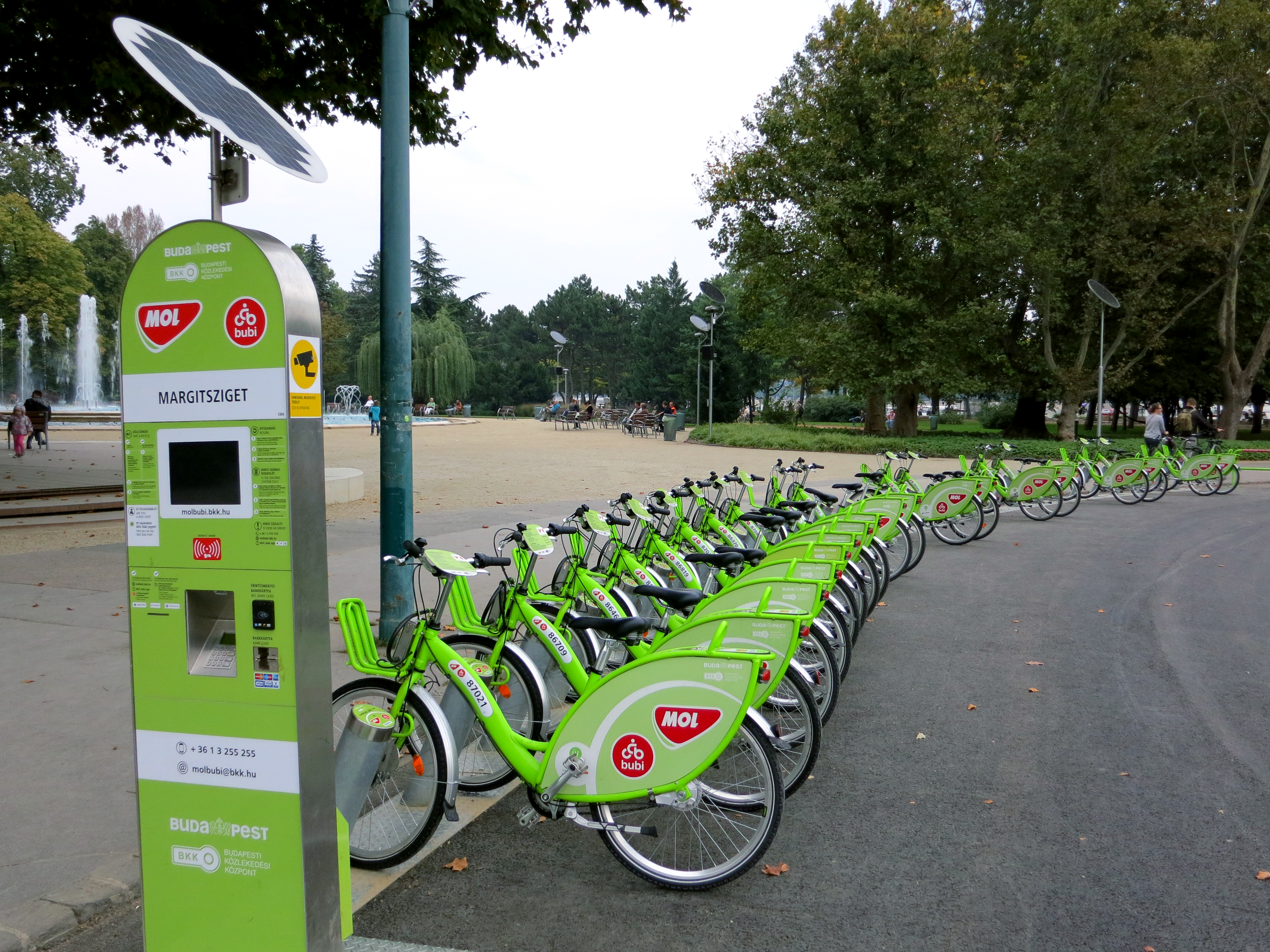
Gyűjtőállomás a Margitszigeten

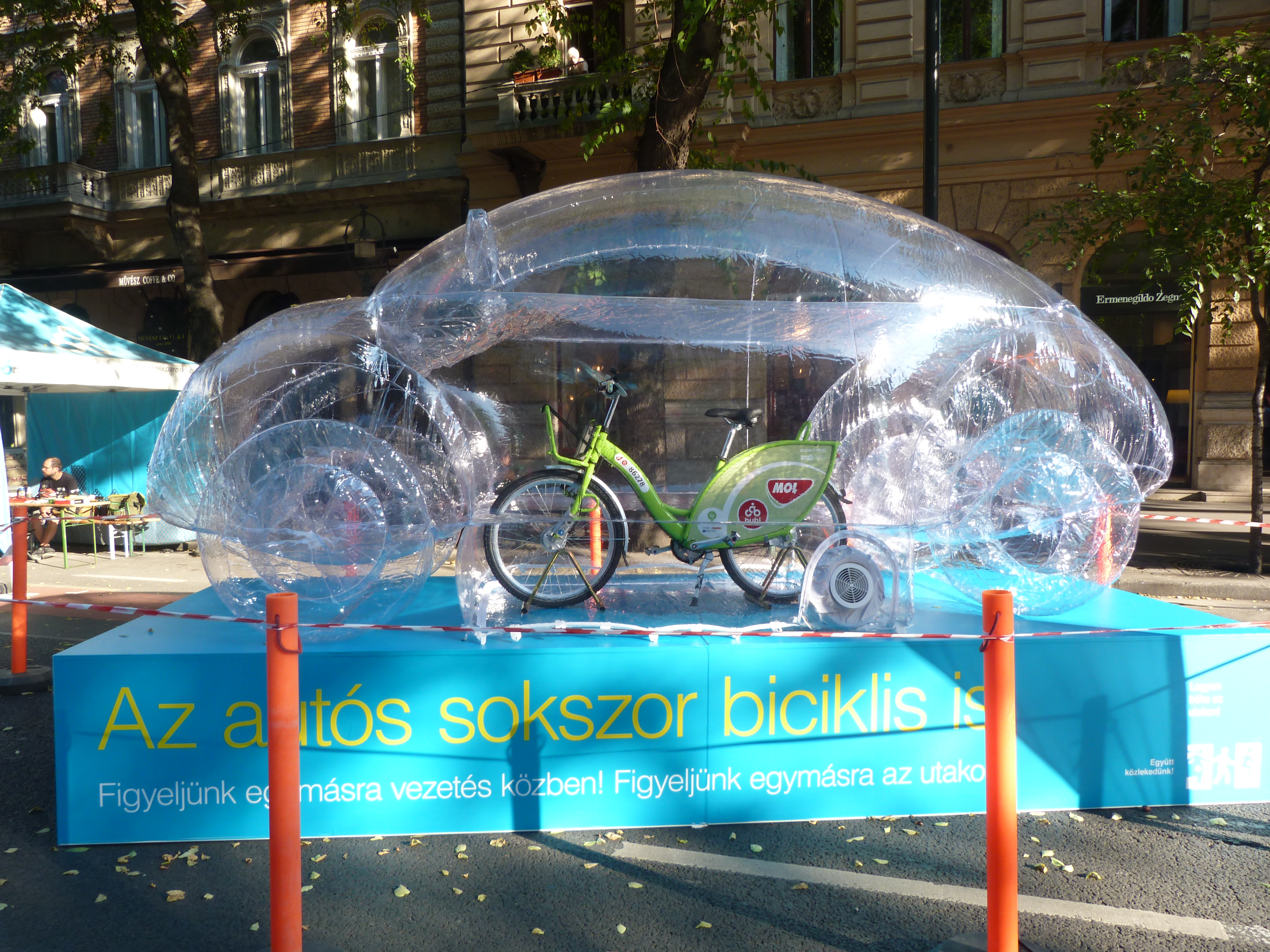
MOL Bubi az autómentes napon 2014-ben

### Dokkolóállomások
Az állomásokon a kerékpárok kölcsönzésére, illetve tényleges ki- és bedokkolására van lehetőség.
A dokkolóállomások áramellátása akkumulátorral működik, melyet napelem tölt. A lopás és vandalizmus megelőzése érdekében minden állomás kamerás megfigyelőrendszerrel van ellátva.
2022 tavaszán öt újgenerációs gyűjtőállomást létesítettek a VIII. kerületben (Teleki tér, Mátyás tér, Práter utca–Szigony utca kereszteződés, Kálvária tér, Bródy Sándor utca–Horánszky utca kereszteződés). A megszokott dokkolók helyett hagyományos kerékpártámaszokkal rendelkeznek, és a gyűjtőállomások mellett mikromobilitási pontokat is kialakítottak (ezért nevezik új generációsnak).

### Kerékpárok
A rendszerben kölcsönözhető kerékpárokat egyedi kivitelben a Csepel Kerékpárgyártó és Forgalmazó Zrt. gyártotta.[mikor?] A lopások megelőzése érdekében az alkatrészeik egyediek, más biciklikkel nem összeállíthatók. Felépítésük városi jellegű, elöl csomagtartóval, illetve a városi közlekedési szokásoknak és a KRESZ előírásainak megfelelő felszereléssel (lámpák, küllőprizmák, csengő) rendelkeznek.
A kerékpárokat defektálló tömör gumikerekekkel szerelték fel. Az tesztidőszak alatt érkezett visszajelzések szerint az első megvalósításban a tömör gumik gördülési ellenállása túl nagy volt, ami megnehezítette a tekerést. Így 2015-ben, az újabb kerékpárokat már keményebb tömör kerekekkel szerelték fel és a korábban forgalomba állított kerékpárokon is fokozatosan lecserélték azt. 
2020–2021-ben az üzemeltetési közbeszerzést elnyerő Csepel Zrt. új kerékpárokat gyártott a rendszer számára. A kerékpárok tömör gumikerék helyett kevlárbetétes, defektálló, fújt kerekekkel lettel felszerelve és a kerékpárvázat is könnyebbre cserélték. Így a kerekek 1,5, míg a váz 1,6 kilogrammal lett könnyebb a korábbihoz képest. 2000 régi kerékpárt a BKK a Máltai Szeretetszolgálaton keresztül rászoruló családoknak adományoz.

### Hálózat
A megvalósítás első ütemében 76 gyűjtőállomást hoztak létre Budapest belső kerületeiben, mely 2015-ben 98-ra, 2016-ban 112-re bővült. A legsűrűbben lefedett terület a pesti Nagykörúton belüli városrész, de gyűjtőállomások találhatók Pesten a Dózsa György útnál és egy a Margitszigeten. Bár Budán, a városrész nagyobb szintkülönbségei miatt kisebb a Bubi iránti kereslet, az Alkotás úttól beljebb található területeken, például a Budai Várnegyedben is vannak állomások.

### Informatika
A közbringarendszer üzemeltetésének támogatására összetett szoftver készült. A kölcsönzés menetét felügyelő szoftvert és az ehhez kapcsolódó hardverelemeket a kivitelező német alvállalkozója, a Nextbike GmbH szállította le. A MOL Bubihoz készült egy felhasználói mobilalkalmazás, mely lehetővé teszi többek között különféle jegy- és bérlettípusok megvásárlását, kerékpárok bérlését. Az alkalmazásban térképes kereső segít megtalálni a gyűjtőállomásokat, illetve azt is meg lehet tudni, melyik állomáson éppen mennyi elérhető kerékpár áll, és mennyi a szabad dokkoló.

### Üzemeltetés
A hálózat sajátosságaiból és a felhasználók közlekedési szokásaiból adódóan előfordulhat, hogy a kerékpárok eloszlása a gyűjtőállomások között nem egyenletes. A dokkolóállomások foglaltságának napi fluktuációját és egyedi események hatásait (pl. koncertek, rendezvények, ahová sokan kerékpárral érkeznek) az üzemeltetőknek kell ellensúlyoznia. Ezért az egyensúly fenntartása érdekében (azaz hogy mindig minden állomáson legyen kölcsönözhető kerékpár és üres dokkoló is) a megtelt dokkolóállomások felől a kiürülők felé folyamatosan kell a kerékpárokat szállítani. Ezt az üzemeltető kerékpárszállító autókkal, illetve két Bubi-kerékpár elszállítására alkalmas pótkocsis szállítókerékpárokkal végzi.
A hidegebb hónapokban (jellemzően novembertől márciusig) a tárolókban tervezetten kevesebb kerékpár található, ez a MOL Bubi úgynevezett téli üzeme. A lecsökkent téli bérlésszám miatt kevesebb kerékpár is elegendő, viszont így a kerékpárok karbantartási munkáit könnyebben el tudják végezni. A téli üzem alatt körülbelül feleannyi kerékpár vehető igénybe, mint az év többi szakában.

## A névválasztás
A tervezési fázisban a szolgáltatás nevére közösségi ötletpályázatot írtak ki, a beérkezett javaslatok közül zsűri választott. A név a Budapest és bicikli szavakból alkotott mozaikszó, azaz a Bubi lett, továbbá felvette a működési költségek felét vállaló főtámogató, a MOL Nyrt. nevét.

## Szolgáltatási díjak és szabályok
A szolgáltatásért hozzáférési díjat és használati díjat kell fizetni. A hozzáférési díj valamilyen jegy vagy bérlet ára, a használati díj pedig attól függ, hogy mennyi ideig használjuk a kerékpárt egy kölcsönzés alkalmával. Az első 30 perc használati díja ingyenes, utána fokozatosan emelkedik, ezzel ösztönözve a felhasználókat a rövidtávú bérlésre. Az állomások kis távolsága és a Bubi-használók jellemzően rövid utazásai miatt ez az időtartam jellemzően elegendő egy úthoz, így a gyakorlatban kevés használati díjat kell fizetni. A kerékpár visszadokkolásával és új kerékpár kölcsönzésével az ingyenes időszak újabb 30 perces időtartamokra kitolható.
Jeggyel is és bérlettel is egy kerékpár bérlésekor egyszerre egy másik kerékpár is bérelhető, melynek nincs külön díja. Nincs arra megkötés, hogy az így dokkolt kerékpárokat azonos állomásra kellene visszavinni, azonban a használati díj a kölcsönzött kerékpárok számával szorzódik. 

### Hozzáférési díjak
- Havi bérlet: 1500 Ft / hó
- Féléves bérlet: 6500 Ft / félév
- Perc alapú használat: 100 Ft / perc

### Használati díjak
Havi vagy éves bérlet esetén minden bérlés első 30 perce ingyenes, ezután 40 Ft / perc

## Használati statisztikák
A közbringarendszer a beüzemelés után a várakozásokat felülmúló bérlési statisztikákat mutatott. 2015 novemberében, azaz bő egy év alatt egymillió kerékpárbérlés történt. Az indulástól kezdődő egy évben az átlagos napi bérlésszám 2021 volt, de a főszezonban, azaz április és szeptember között átlagosan 3167 bérlést mértek naponta. A bérletes felhasználók többségénél heti többszöri Bubi-használat látható. Az első egymillió bérlésig összesen 5072 bérletet és 21752 különféle jegyet értékesítettek.
A rendszer működésének második évfordulójára időzített rendszerbővítés keretében kialakított új állomások beüzemelése előtt, azaz 2016 augusztusának végén a bérlések száma elérte az 1,4 milliót, az összes megtett távolság pedig a 2 millió km-t.
A következő években jelentősen mérséklődött a közbringa iránti igény, 2019-re az újságok a rendszer bukásáról írtak. A felsorolt okok között szerepelt a kerékpárok súlya és kényelmetlensége, a tarifarendszer és a szoftverek elavultsága, illetve a versenytársak megjelenése a fővárosban. 2020 novemberében a lejáró szerződés miatt felfüggesztett szolgáltatás újragondolásáról döntöttek.

## Érdekességek
- 2014. október 3-án, nem sokkal a rendszer átadása után a BME Schönherz Qpa rendezői sajátos próba elé állították a MOL Bubi üzemeltetőit. A rendezvény egyik feladatában minél több Bubi kerékpár összegyűjtésére hívták fel a diákcsapatokat. A diákok az akkor a rendszerben levő összes Bubi-kerékpárnak közelítőleg a felét a Budafoki úti állomásra dokkolták.[39] A MOL Bubi üzemeltetői az eseményt a következőképpen kommentálták:„Bár nem így képzeljük el Budapest új közösségi közlekedési eszközének rendeltetésszerű használatát, továbbra is nagyon örülünk a MOL Bubi népszerűségének!” [40] A közbringarendszer normális üzeme a hajnali órákra állt helyre.
- 2015 őszén a SZTAKI és a BKK közös pályázatot írt ki a kerékpárhálózat adatainak adatbányászati módszerekkel való feldolgozására. A pályázat célja bizonyos rendszerparamétereknek – például a dokkolóállomások kihasználtságának, illetve az egyes útvonalak gyakoriságának – hatékony becslésére és előrejelzésére alkalmas algoritmus kidolgozása volt. A legeredményesebb csapatok pénzjutalommal és Bubi-bérletekkel gazdagodtak.[41]

## Díjai, elismerései
- 2015. Az Informatikai, Távközlési és Elektronikai Vállalkozások Szövetsége (IVSZ) Az év ITK projektjének járó Gyúrós Tibor díja.[42][43]

## Galéria

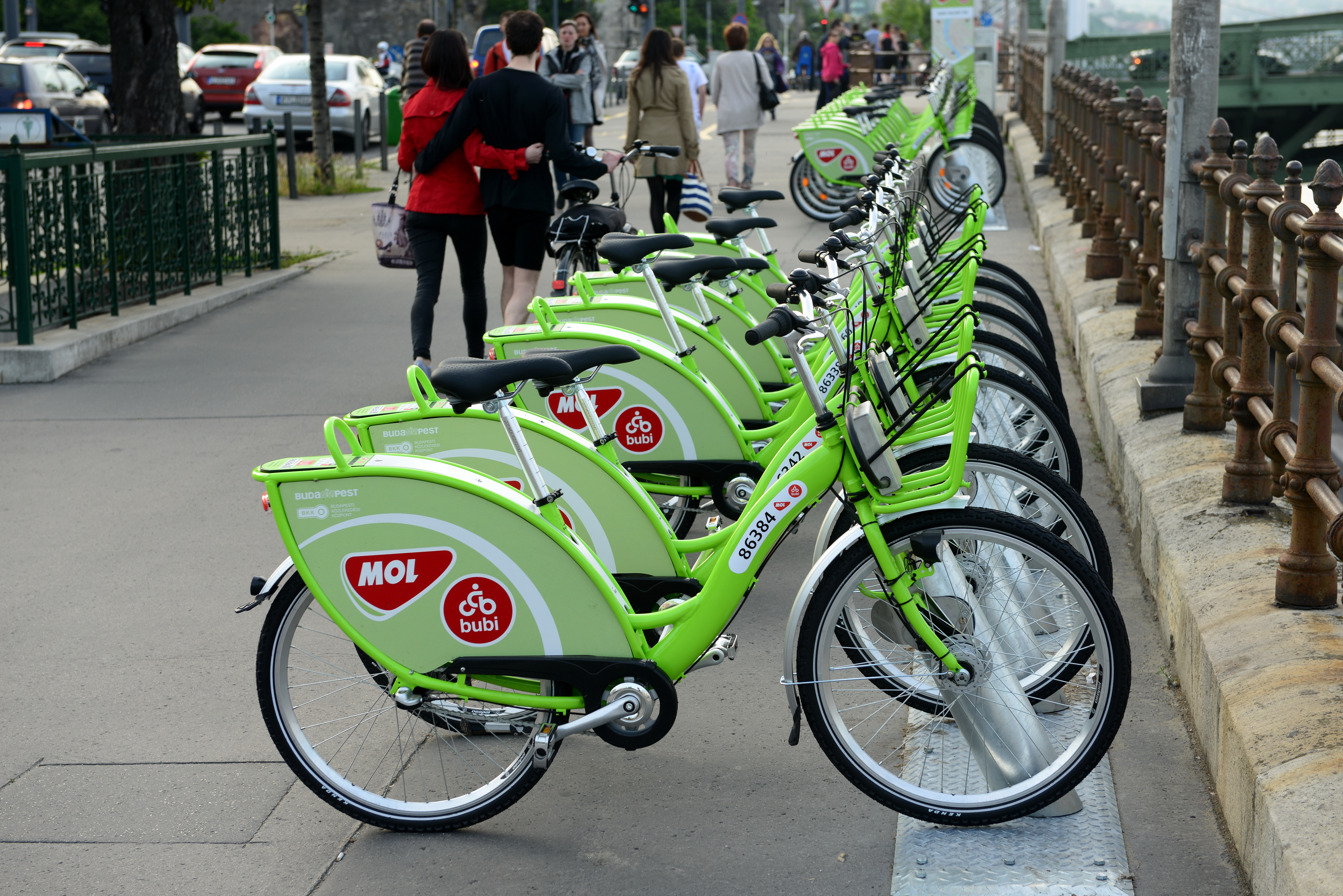
Gyűjtőállomás a Szent Gellért téren. Ez a hálózat egyik legforgalmasabb állomása.
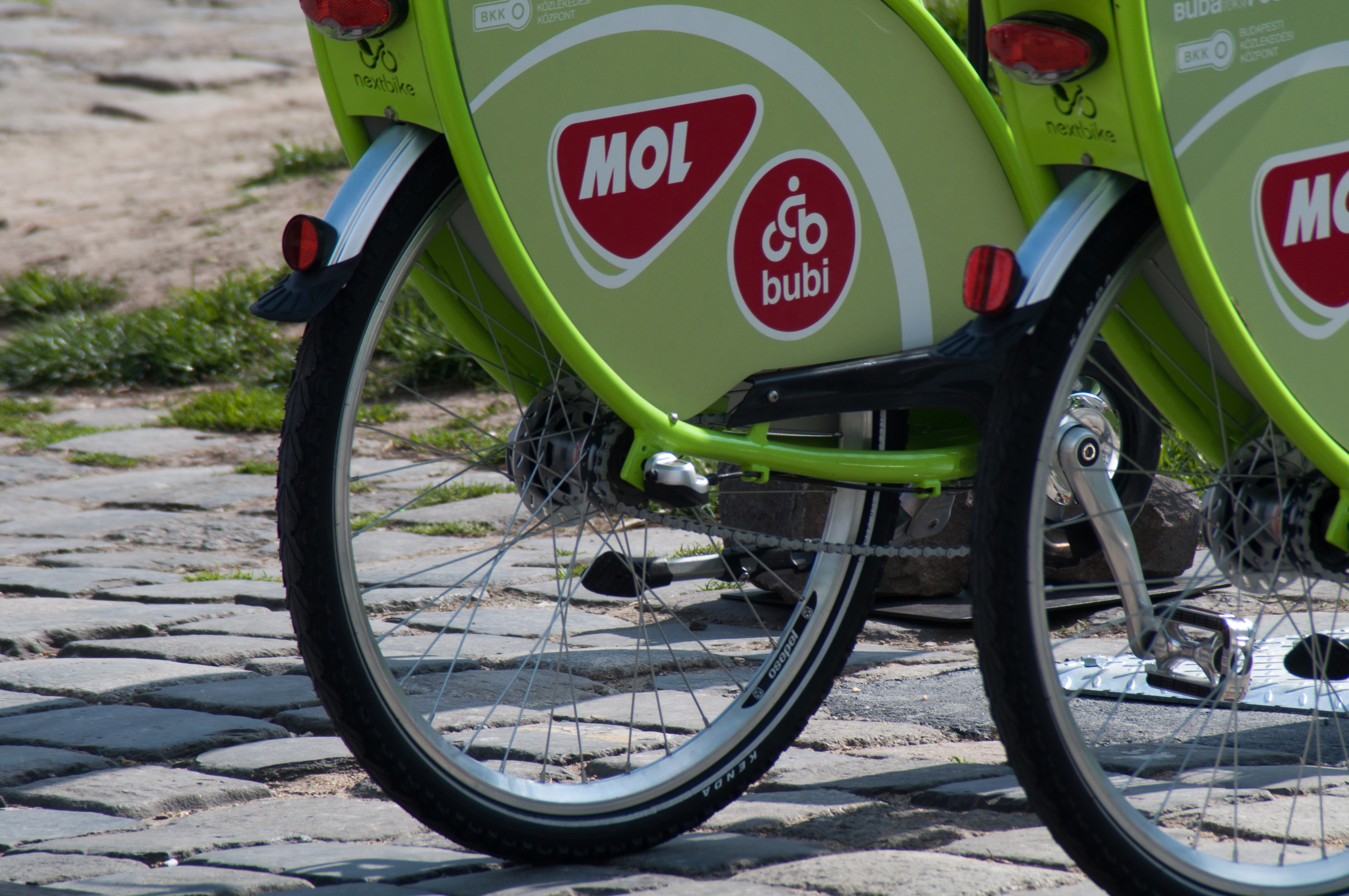
A kerékpárokat tömör gumival szerelték fel.
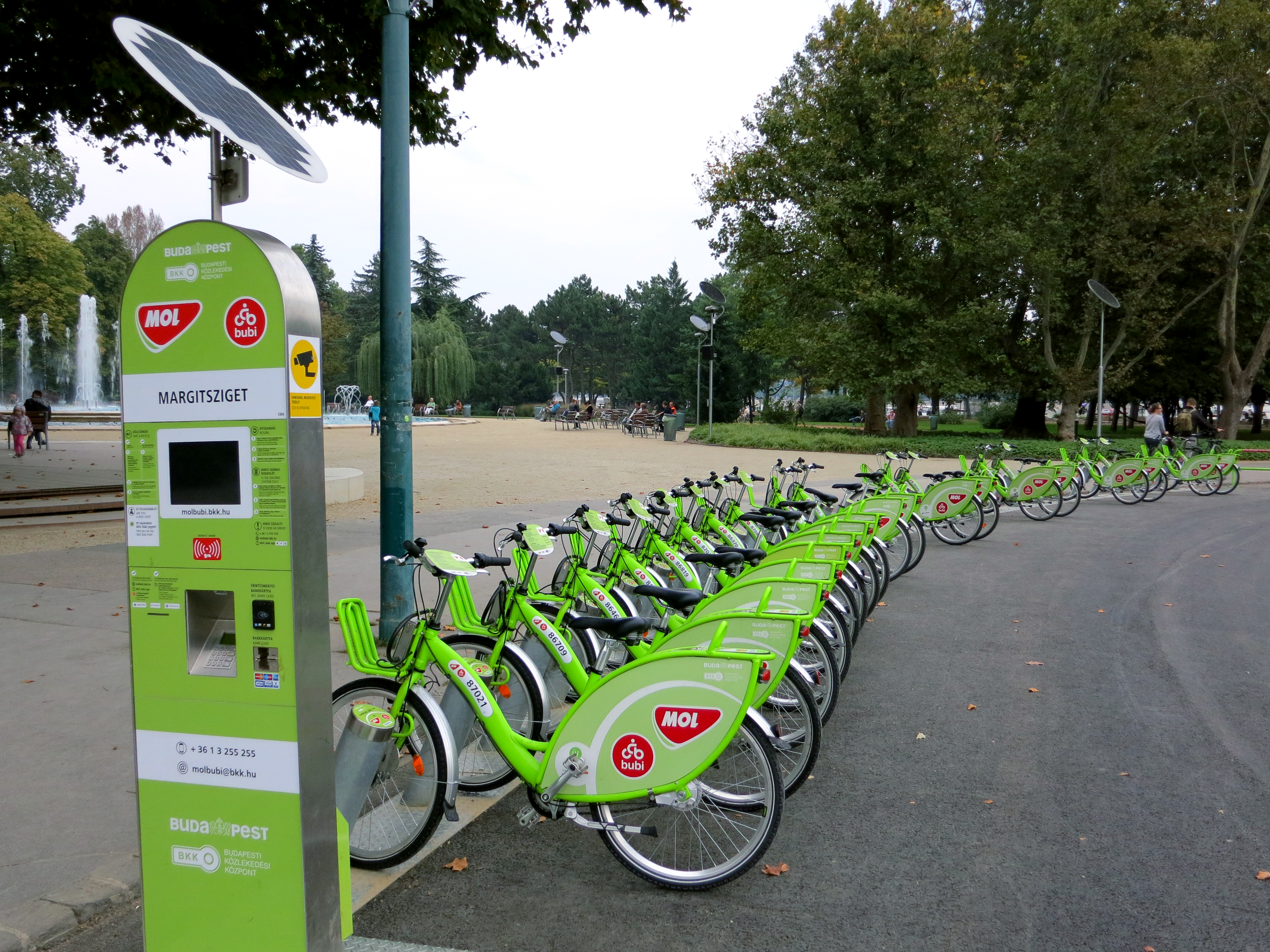
Érintőképernyős terminállal ellátott gyűjtőállomás a Margitszigeten.
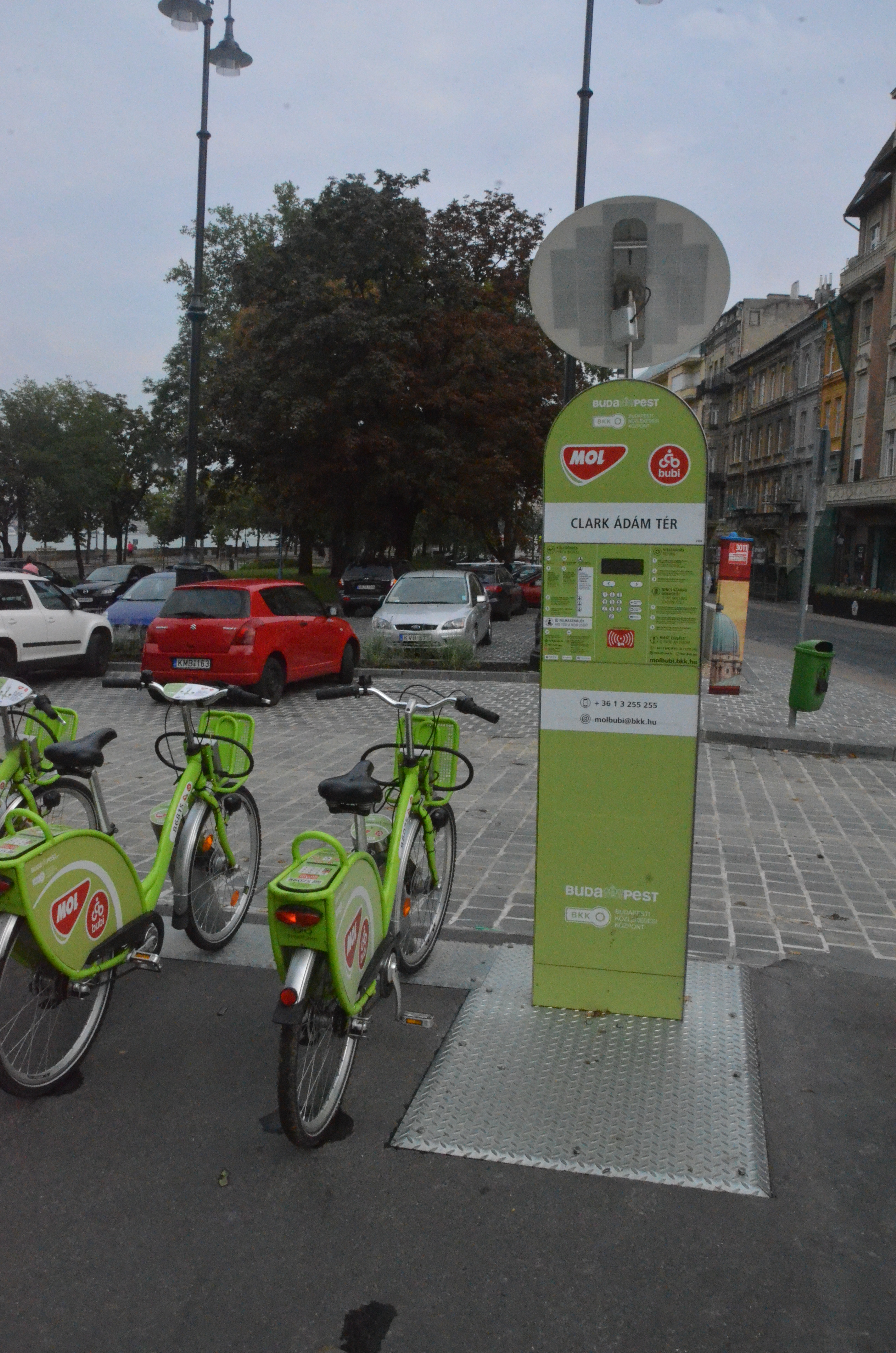
A kevésbé forgalmas állomásokon nincs érintőképernyős terminál, itt csak már megvásárolt jeggyel és bérlettel lehet bérelni.